# Snurrgrimmia
Snurrgrimmia (Grimmia torquata) är en bladmossart som beskrevs av Drummond 1825. Snurrgrimmia ingår i släktet grimmior, och familjen Grimmiaceae. Arten är reproducerande i Sverige. Inga underarter finns listade i Catalogue of Life.